# هرچه دل بگوید…
هرچه دل بگوید (به هندی: Dil Jo Bhi Kahey...) فیلمی محصول سال ۲۰۰۵ و به کارگردانی رومش شارما است. در این فیلم بازیگرانی همچون آمیتاب باچان، کاران شارما، رواتهی، بومیکا چاولا، آنابل والیس ایفای نقش کرده‌اند.